# Espace Louise

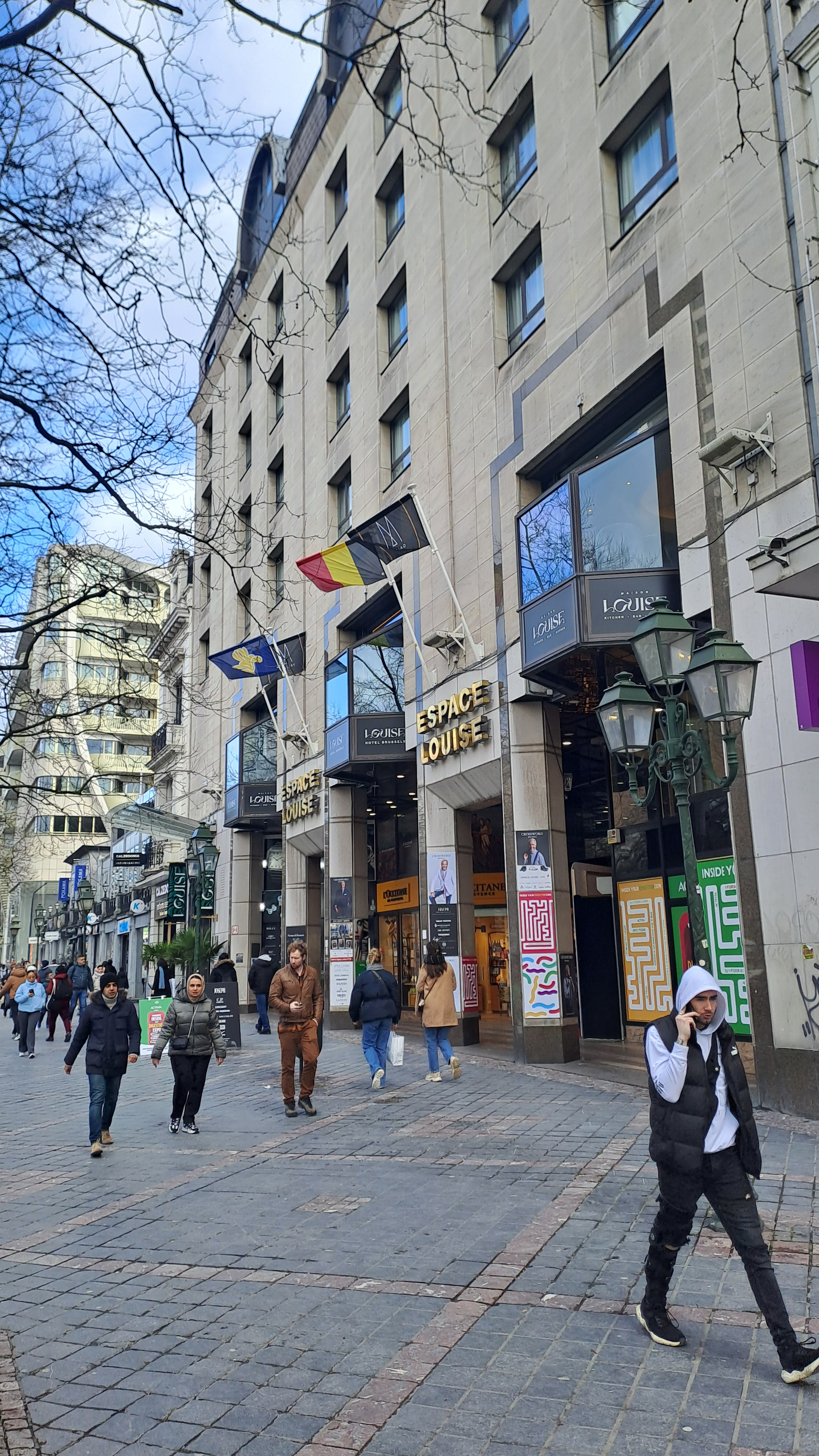
Espace Louise

De Espace Louise is een overdekte winkelgalerij in de Brusselse bovenstad.
De winkelgalerij is gelegen tussen de Gulden-Vlieslaan en de Kapitein Crespelstraat in de gemeente Elsene. De galerij sluit aan de zuidzijde aan op de parallel gelegen  Louizapoortgalerij, waardoor er een overdekte voetgangerszone is parallel aan de Louizalaan tussen de Gulden-Vlieslaan en het Stefaniaplein. Vanuit de Gulden-Vlieslaan komt de galerij uit op een verbrede gang met atriums. Hier heeft de galerij twee winkelverdiepingen. De doorsteek naar de Louizapoortgalerij is op het lager gelegen niveau. De winkelgalerij werd in 1987 geopend.
In de tweede helft van de jaren 2010 ontstond er steeds meer leegstand en anno 2024 staat het gedeelte met de twee winkelverdiepingen vrijwel geheel leeg. In 2019 zou naar verluidt ca. 75 procent van de Espace Louise in handen zijn van de vastgoedinvesteerder Gérard Hibert.